# Thinking Out Loud
«Thinking Out Loud» —en español: «Pensando en voz alta»— es una canción del cantautor británico Ed Sheeran. Fue compuesta por el propio Ed Sheeran junto con su compañera Amy Wadge y Elena Rose, y fue producida por Jake Gosling. La canción fue lanzada por iTunes el 18 de junio de 2014, como un sencillo promocional de su segundo álbum de estudio, x. 
Tras el lanzamiento del álbum, la canción debutó en la posición 26 del UK Singles Chart, donde alcanzó posteriormente el puesto número uno y se convirtió en la segunda canción de Sheeran en alcanzar la primera posición en el Reino Unido. "Thinking Out Loud" llegó a las radios australianas el 14 de agosto de 2014 y fue lanzado en Norteamérica el 24 de septiembre del mismo año. Debido a su éxito comercial, la canción fue lanzada como tercer sencillo de "X".

## Canción y lanzamiento
Sheeran ha descrito la canción como "una canción para caminar hacia el altar" (para una boda). La canción es una balada romántica. Se ha confirmado como el tercer sencillo del álbum, y el vídeo musical se estrenó el 7 de octubre de 2014. La canción pasó 19 semanas en el top 40 del UK Singles Chart. 

## Vídeo musical
El 7 de octubre de 2014, se publicó un vídeo musical para la canción. Aparece Sheeran y su compañera de baile, Brittany Cherry, con una coreografía de Nappystabs y entrenamiento de Paul Karmiryan. Después de solo 16 horas, el vídeo llegó a las 2 millones de visitas en YouTube.
En septiembre de 2021, cuenta con más de 3316 millones de vistas.

## Presentaciones en vivo
Sheeran cantó la canción el 26 de octubre de 2014, en la temporada número 11 de The X Factor. También la presentó el 9 de noviembre de 2014 en los MTV Europe Music Awards, posteriormente tuvo una Presentación en el desfile anual de modas de la marca de lencería Victoria's Secret el 2 de diciembre de 2014, que fue trasmitido por televisión una semena después por la cadena de CBS.

## Recibimiento comercial
"Thinking Out Loud" ha dominado listas en Australia, Irlanda, Nueva Zelanda, Reino Unido y Estados Unidos.
En Estados Unidos, la canción alcanzó el puesto número 2 de la lista "Billboard Hot 100", siendo la posición más alta alcanzada por cualquier sencillo de Sheeran. Después de la presentación de Ed Sheeran en el Victoria's Secret Fashion Show 2014, "Thinking Out Loud" subió del puesto 24 al 6, tras vender 137,000 copias. A mediados de enero de 2015, la canción logra llegar a la segunda posición, donde se mantuvo durante ocho semanas consecutivas, convirtiéndose en una de las pocas canciones en durar tantas semanas en dicha posición sin alcanzar el primer lugar. Asimismo, se convirtió en la última canción en durar tantas semanas consecutivas en el segundo lugar desde 2004. La canción es la cuarta en la historia en dominar consecutivamente las tres listas para adultos de Billboard. Hasta julio de 2015, ha vendido 4.3 millones de copias en los Estados Unidos.
En el Reino Unido, "Thinking Out Loud" debutó en el puesto 26 del "UK Singles Chart". Después de 19 semanas, en noviembre de 2014, la canción alcanzó la primera posición, donde se mantuvo una semana. Cinco semanas después, retornó a la primera posición gracias a la obtención de 1,672,000 de "streamings", logrando ser la primera canción en la historia en estar en la primera posición debido a la combinación de ventas y "streamings". La canción duró 20 semanas consecutivas en el top 10 del "UK Singles Chart" y hasta abril de 2015 ha vendido más de 1 millón de copias en el Reino Unido.
La radio mexicana recibió esta canción en octubre de 2014 y el gusto del público la ha mantenido de monitorLATINO, ocupando el tercer puesto como mejor posición. A finales del 2015, la Federación Internacional de la Industria Fonográfica confirmó que el sencillo ha vendido 19.5 millones de copias.

## Acusaciones de plagio
El 10 de agosto de 2016, se anunció que la familia de Ed Townsend, coautor con Marvin Gaye de la canción Let's Get It On, demandó a Sheeran, alegando que "las composiciones melódicas, armónicas y rítmicas de 'Thinking' son sustancial y/o sorprendentemente similares a la composición de batería de 'Let's [Get It On]'.El caso fue desestimado en febrero de 2017, sin embargo, dos años más tarde, el 28 de junio de 2018, Ed Sheeran fue demandado de nuevo por motivos similares, esta vez por 100 millones de dólares por daños y perjuicios por Structured Asset Sales, propietario de un tercio de los derechos de autor de "Let's Get It On".El caso fue deliberado por un jurado en la ciudad de Nueva York en 2023, el cual falló a favor de Sheeran.
La defensa de Sheeran se fundamentó en el argumento de que, si bien las dos canciones tienen "bloques de construcción" (building blocks) similares y una progresión de acordes específica en particular, esas características se dan en muchas canciones pop.En efecto, el juez que resolvió el caso, determinó que las partes que poseían similitud con la obra de Townsend eran elementos habituales y, por tanto, no susceptibles de protección por el derecho de autor.

## Canción del año en los Grammys 2016
La canción recibió nominaciones en las categorías de grabación del año, canción del año y mejor interpretación pop solista en la 57.ª edición de los Premios Grammy, ganando los dos últimos.

## Lista de canciones
| 7" Vinyl Single |                                           |          |  |
| N.º             | Título                                    | Duración |  |
| 1.              | «Thinking Out Loud»                       |          |  |
| 2.              | «I'm A Mess (En vivo desde Lightship 95)» |          |  |

| Australia – EP exclusivo |                                        |          |  |
| N.º                      | Título                                 | Duración |  |
| 1.                       | «Thinking Out Loud»                    | 4:42     |  |
| 2.                       | «Don't» (Sable Remix)                  | 3:25     |  |
| 3.                       | «Sing» (Trippy Turtle Remix)           | 4:06     |  |
| 4.                       | «Thinking Out Loud» (Alex Adair Remix) | 3:02     |  |
| 5.                       | «Don't» (X Ambassadors Remix)          | 3:41     |  |
| 6.                       | «Sing» (Syn Cole Remix)                | 4:47     |  |

## Posicionamiento
| Lista (2014–15)                           | Mejor posición |
| ----------------------------------------- | -------------- |
| Alemania (Offizielle Top 100 Charts)      | 6              |
| Australia (ARIA)                          | 1              |
| Austria (Ö3 Austria Top 40)               | 2              |
| Bélgica (Flandes) (Ultratop 50)           | 6              |
| Bélgica (Valonia) (Ultratop 50)           | 8              |
| Brasil (Billboard Brasil Hot 100)         | 22             |
| Canadá (Canadian Hot 100)                 | 2              |
| Colombia (Monitor Latino)                 | 4              |
| República Checa (Singles Digitál Top 100) | 2              |
| Dinamarca (Tracklisten)                   | 1              |
| Escocia (Scottish Singles Chart)          | 1              |
| Eslovaquia (Singles Digitál Top 100)      | 78             |
| España (Top 100 Canciones)                | 2              |
| Estados Unidos (Billboard Hot 100)        | 2              |
| Estados Unidos (Pop Songs)                | 1              |
| Estados Unidos (Adult Pop Songs)          | 1              |
| Estados Unidos (Adult Contemporary)       | 1              |
| Estados Unidos (Dance Mix/Show Airplay)   | 7              |
| Finlandia (OFC)                           | 8              |
| Hungría (Single Top 40)                   | 14             |
| Irlanda (Irish Singles Chart)             | 1              |
| Israel (Media Forest)                     | 3              |
| Italia (FIMI)                             | 3              |
| Japón (Japan Hot 100)                     | 39             |
| México (monitorLATINO)                    | 3              |
| Polonia (Polish Airplay Top 100)          | 5              |
| Noruega (VG-lista)                        | 4              |
| Nueva Zelanda (Recorded Music NZ)         | 1              |
| Países Bajos (Dutch Top 40)               | 2              |
| Países Bajos (Mega Single Top 100)        | 1              |
| Reino Unido (UK Singles Chart)            | 1              |
| República Dominicana (Monitor Latino)     | 2              |
| Suecia (Sverigetopplistan)                | 2              |
| Suiza (Schweizer Hitparade)               | 3              |

## Certificaciones
| País           | Organismo certificador | Certificación         | Simbolización | Ventas  | Ref.          |
| -------------- | ---------------------- | --------------------- | ------------- | ------- | ------------- |
| Alemania       | BVMI                   | Platino               | ▲             | 400 000 | [ 53 ]        |
| Australia      | ARIA                   | 9× Platino            | 9▲            | 630 000 | [ 54 ]        |
| Austria        | IFPI — Austria         | Platino               | ▲             | 30 000  | [ 55 ]        |
| Bélgica        | BEA                    | 2× Platino            | 2▲            | 60 000  | [ 56 ]        |
| Canadá         | CRIA                   | 6× Platino            | 6▲            | 480 000 | [ 57 ]        |
| Corea del Sur  | Gaon                   |                       |               | 759 815 | [ 58 ] [ 59 ] |
| Dinamarca      | IFPI — Dinamarca       | 4× Platino            | 4▲            | 240 000 | [ 60 ]        |
| España         | PROMUSICAE             | 3× Platino            | 3▲            | 120 000 | [ 61 ]        |
| Estados Unidos | RIAA                   | Diamante + 2x Platino | 12▲           | 12 000  | [ 62 ]        |
| Francia        | SNEP                   | Oro                   | ●             | 75 000  | [ 63 ]        |
| México         | AMPROFON               | Platino               | ▲             | 60 000  | [ 64 ]        |
| Nueva Zelanda  | RIANZ                  | 6× Platino            | 6▲            | 90 000  | [ 65 ]        |
| Italia         | FIMI                   | 5× Platino            | 5▲            | 250 000 | [ 66 ]        |
| Reino Unido    | BPI                    | 5× Platino            | 5▲            | 3 000   | [ 67 ]        |
| Suecia         | IFPI — Suecia          | Platino               | ▲             | 40 000  | [ 68 ]        |
| Suiza          | IFPI — Suiza           | Platino               | ▲             | 30 000  | [ 69 ]        |